# Pierfranco Bonetti
Pierfranco Bonetti (Milano, 7 maggio 1921 – Jugoslavia, 7 gennaio 1944) è stato un partigiano italiano.
Medaglia d'oro al valor militare alla memoria.

## Biografia
Nel marzo del 1941 si era arruolato ed era stato assegnato, come sottotenente di complemento, al 14º Reggimento Genio di stanza a Belluno. Trasferito nel Montenegro, Bonetti si trovava a Podgoritza allorché fu annunciato l'armistizio. Unitosi ai partigiani jugoslavi, prese parte alla lotta contro i tedeschi e dopo aver combattuto in diverse azioni, cadde in uno scontro nel Sangiaccato.